# Бохња
Бохња (пољ. Bochnia) је град у Пољској у Војводству Малопољском у Повјату бохњенском. Према попису становништва из 2011. у граду је живело 30.187 становника. Налази се у над реком Рабом, на граници Сандомјешке котлине и Карпатских планина.
.

## Историја
Бохња је други град по старости у Малопољској. Први писани податак о Бохњи потиче из 1198. године, када је Јерусалимски патријарх захвалио једном витезу из Бохње за поклон соли манастиру.
Откриће камене соли у околини града 1248. године довело је до тога да Бохња добије статус града 27. фебруара 1253.
Развој града изазвао је пораст насељавања, постављање власти, развој трговине (Бохња је лежала на трговачком путу који води из западне Европе у Русију и на путу из Мале Азије до Балтичког мора.
У XIV веку град је доживео велики процват. Тада је настао градски трг, одбрамбени бедеми са кулама и 4 капије, бплница и отпочета је градња Базилике светог Николе.
Од XV века у Бохњи ради и градска школа. Године 1623. основан је манастир бернардинаца.
XVII век је за Бохњу - као и за већину Пољских градова - период Шведских напада и великих епидемија.
Неко време град је био под влашћу швеђана који су одлазећи уништили велики део града, а 1662. град су нападали Козаци. Услед тога 1664. у Бохњи је остало само 54 кућа.
Руси су саузели град 1772. године, али убрзо је оно пало под власт Аустријанаца који су га држали све до 1918. године.
Аустријанци су доста уништили град, уништили су оба манастира, развалили градске зидине ...
Прва јавна библиотека у Бохњи настала је 1886. гподине.
За време Другог светског рата у граду је постојао логор за Јевреје који је ликвидиран 1943. године.

## Становништво
Према прелиминарним подацима са пописа, у граду је 2011. живело 30.187 становника.
| 2002.  | 2011.  | 2012.  |
| ------ | ------ | ------ |
| 29.388 | 30.187 | 30.303 |

## Партнерски градови
- Сарлуј